# Castello di Castiglione della Pescaia
Il castello di Castiglione della Pescaia si trova sulla vetta del promontorio dell'omonima località maremmana, nella parte più alta del centro storico medievale.

## Storia
La fortificazione venne realizzata attorno al X secolo come una semplice torre costiera di avvistamento, fatta erigere dai Pisani che, all'epoca, controllavano questa zona e per questo era denominata inizialmente Torre Pisana. Nei due secoli successivi furono costruite le altre due torri, mentre le cortine murarie e i corpi di fabbrica tra esse compresi vennero edificati in epoca rinascimentale. L'intero complesso subì alcuni interventi di ristrutturazione nei secoli successivi, prima con i Lorena verso la fine del XVIII secolo e, infine, agli inizi del XX secolo sotto la direzione dell'architetto Lorenzo Porciatti.

## Descrizione
Il castello è costituito da tre torri angolari coronate da merlature sommitali, la più massiccia delle quali è l'originaria Torre Pisana. Il corpo di fabbrica è collocato sul lato occidentale che guarda verso il mare, mentre sugli altri lati l'area del complesso è delimitata da cortine murarie che delimitano un cortile interno.
Un'altra cortina muraria, provvista di merli, ha inizio dalla torre sud-occidentale e delimita l'area attorno al lato meridionale del castello. Nei pressi della torre, si apre una porta ad arco che conduce ad una terrazza panoramica.